# 蓝眼地鸠
蓝眼地鸠（学名：Columbina cyanopis）是鸠鸽科南美鳩屬的一种，它们是巴西塞拉多地区的特有种。
它们的栖息地位于亚热带或热带干旱的低地草原中，目前它们正在遭受栖息地丧失的威胁。